# Albedo feature

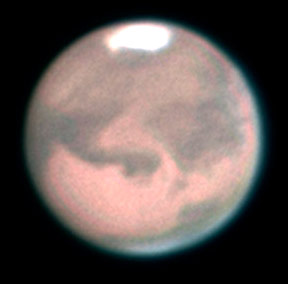
Mars, aufgenommen per Teleskop

Ein Albedo feature (deutsch: Albedomerkmal) ist ein Bereich auf der Oberfläche eines Planeten oder eines anderen Körpers im Sonnensystem, der im Kontrast, farblich oder über Unterschiede der Oberflächenhelligkeit (Albedo), zu den angrenzenden Gebieten steht.
In der Geschichte der Astronomie waren albedo features die ersten und meistens auch einzigen Merkmale, die gesehen und benannt wurden, so z. B. auf dem Mars und dem Merkur. Erste Karten, wie die von Schiaparelli, zeigten nur diese Merkmale, erst mit der Verfügbarkeit von Raumsonden war es möglich auch andere Merkmale wie Einschlagkrater zu sehen. Auf anderen Planeten als dem Mars und Merkur werden die albedo features auch regio genannt. Auf Himmelskörpern mit einer sehr dichten Atmosphäre wie der Venus oder dem Titan sind albedo features mit normalen optischen Beobachtungsmitteln nicht sichtbar, es können nur atmosphärische Erscheinungen beobachtet werden. Das erste entdeckte Merkmal auf einem anderen Planeten war Syrtis Major auf dem Mars, es wurde im 17. Jahrhundert entdeckt. Durch die Verfügbarkeit von hochauflösenden Aufnahmen von Raumsonden ist die klassische Nomenklatur auf Basis der Albedo features etwas aus der Mode geraten, wird aber weiterhin für die Beobachtung von der Erde aus in der Amateurastronomie verwendet.